# Sigaus campestris
Sigaus campestris är en insektsart som först beskrevs av Frederick Wollaston Hutton 1897.  Sigaus campestris ingår i släktet Sigaus och familjen gräshoppor. Inga underarter finns listade i Catalogue of Life.

## Bildgalleri

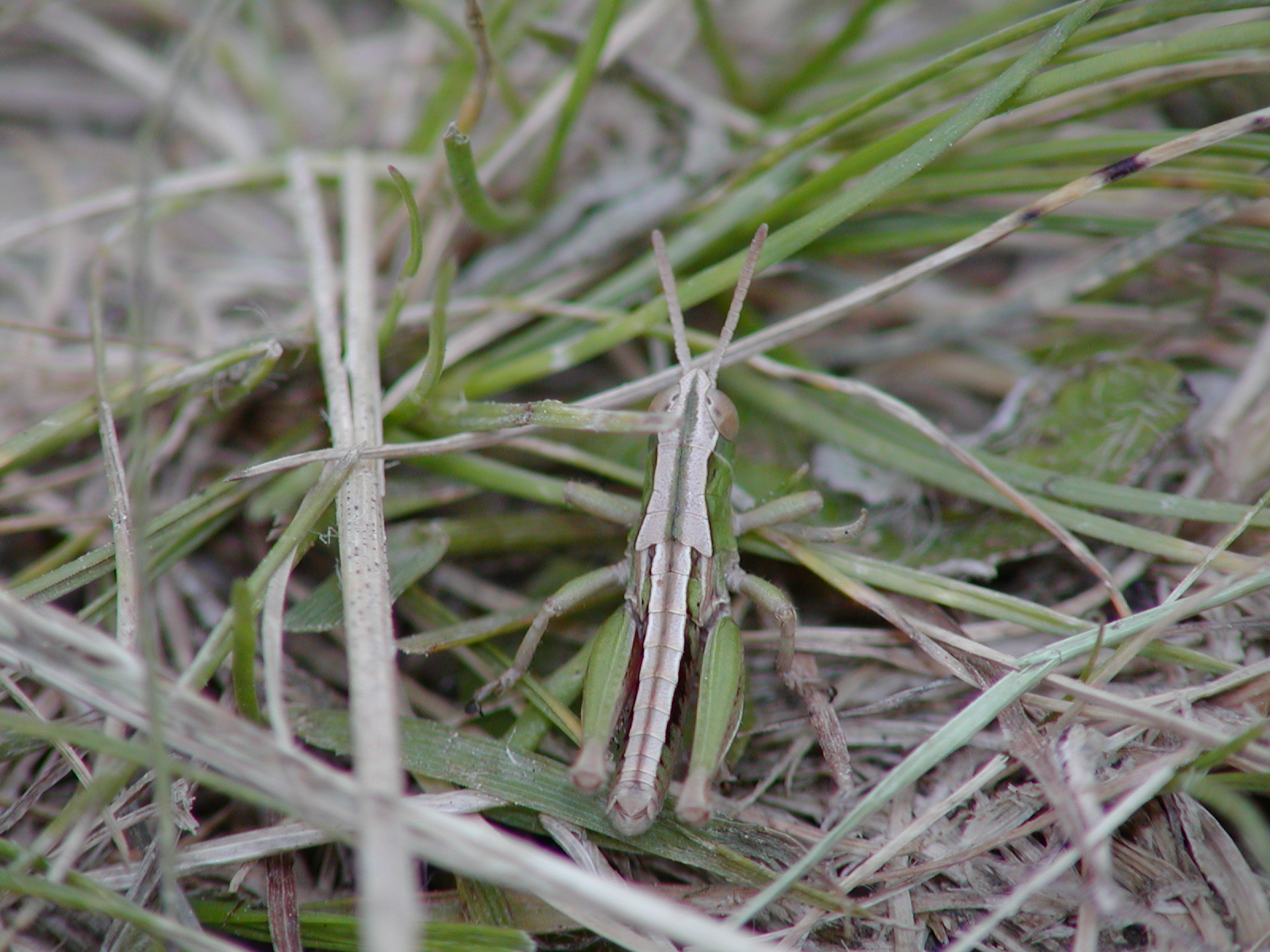